# Référendum russe de 1993
Le référendum panrusse de 1993 est un référendum ayant eu lieu le 25 avril 1993 en Russie. Il vise à approuver le gouvernement en place de Boris Eltsine à travers quatre questions :
1. Avez-vous confiance en le président de la fédération de Russie Boris Eltsine ?
2. Approuvez-vous la politique socio-économique menée par le président et le gouvernement de la fédération de Russie ?
3. Estimez-vous nécessaire l'organisation d'une élection anticipée du président de la fédération de Russie ?
4. Estimez-vous nécessaire l'organisation d'élections anticipées du congrès des députés du peuple de Russie ?

Les deux premières, soumise à la seule majorité absolue des suffrages exprimée, sont validées, tandis que les deux dernières, qui requiert les votes de la majorité absolue du total des inscrits, échouent.

## Contexte
Le début de 1993 était marqué par la confrontation croissante entre le Boris Eltsine et le Congrès des députés du peuple de Russie.
Le 9 décembre 1992, le congrès cherche à limiter le pouvoir du président en exercice en adoptant des amendements à la Constitution. Pour les mêmes raisons, le 15 décembre, il force le renvoi du premier ministre Iegor Gaïdar, nommé par Eltsine quelques mois auparavant.
Le 20 mars 1993, lors d'une allocution télévisée, Boris Eltsine annonce son intention de suspendre la Constitution et d'introduire une « procédure spéciale pour gouverner ». Ces actions sont reconnues comme inconstitutionnelles par la Cour constitutionnelle, et un vote pour la destitution du président est amorcé au congrès.
Le 29 mars 1993, après l'échec du vote, le congrès annonce l'organisation du référendum pour « surmonter la crise politique dans la fédération de Russie, compte tenu des propositions du président de la fédération de Russie de procéder à une référendum sur la confiance dans le président de la fédération de Russie ».

## Résultats
La Cour constitutionnelle de la fédération de Russie, dans sa résolution du 21 avril 1993, énonce que les première et deuxième question du référendum sont ordinaires et ne nécessitent donc qu'une majorité absolue des suffrages exprimés et un quorum de participation d'au moins 50 % des électeurs inscrits sur les listes électorales. En revanche, les troisième et quatrième questions portent sur des décisions allant à l'encontre de la constitution. Par conséquent, leurs adoptions nécessitent le vote favorable de plus de la moitié du total des inscrits.

### Première question

Résultat de la première question du référendum par sujet

« Avez-vous confiance en le président de la fédération de Russie B. N. Eltsine ? »
| Choix                   | Votes       | %      |
| ----------------------- | ----------- | ------ |
| Pour                    | 40 405 811  | 59,95  |
| Contre                  | 26 995 268  | 40,05  |
|                         |             |        |
| Votes valides           | 67 401 079  | 97,37  |
| Votes invalides         | 1 468 868   | 2,12   |
| Votes blancs            | 352 911     | 0,51   |
| Total                   | 69 222 858  | 100    |
| Abstention              | 38 087 516  | 35,49  |
| Inscrits/Participation  | 107 310 374 | 64,51  |
| Quorum de participation | ✔ 50 %      | ✔ 50 % |

### Deuxième question

Résultat de la deuxième question du référendum par sujet

« Approuvez-vous la politique socio-économique menée par le président et le gouvernement de la fédération de Russie ? »
| Choix                   | Votes       | %      |
| ----------------------- | ----------- | ------ |
| Pour                    | 36 476 202  | 54,35  |
| Contre                  | 30 640 781  | 45,65  |
|                         |             |        |
| Votes valides           | 67 116 983  | 96,96  |
| Votes invalides         | 1 642 883   | 2,37   |
| Votes blancs            | 462 992     | 0,67   |
| Total                   | 69 222 858  | 100    |
| Abstention              | 38 087 516  | 35,49  |
| Inscrits/Participation  | 107 310 374 | 64,51  |
| Quorum de participation | ✔ 50 %      | ✔ 50 % |

### Troisième question

Résultat de la troisième question du référendum par sujet

« Estimez-vous nécessaire l'organisation d'une élection anticipée du président de la fédération de Russie ? »
| Choix           | Votants     | Votants | Inscrits | Inscrits |
| Choix           | Voix        | %       | %        | Quorum   |
| --------------- | ----------- | ------- | -------- | -------- |
| Pour            | 34 027 310  | 51,21   | 31,71    | 50 %     |
| Contre          | 32 418 972  | 48,79   | 30,21    |          |
|                 |             |         |          |          |
| Votes valides   | 66 446 282  | 95,99   | 61,92    |          |
| Votes invalides | 2 316 247   | 3,35    | 2,16     |          |
| Votes blancs    | 460 329     | 0,66    | 0,43     |          |
| Total           | 69 222 858  | 100,00  | 64,51    |          |
|                 |             |         |          |          |
| Abstentions     | 38 087 516  |         | 35,49    |          |
| Inscrits        | 107 310 374 | 100,00  |          |          |

### Quatrième question

Résultat de la quatrième question du référendum par sujet

« Estimez-vous nécessaire l'organisation d'élections anticipées du congrès des députés du peuple de Russie ? »
| Choix           | Votants     | Votants | Inscrits | Inscrits |
| Choix           | Voix        | %       | %        | Quorum   |
| --------------- | ----------- | ------- | -------- | -------- |
| Pour            | 46 232 197  | 69,06   | 43,08    | 50 %     |
| Contre          | 20 712 605  | 30,94   | 19,30    |          |
|                 |             |         |          |          |
| Votes valides   | 66 944 802  | 96,71   | 62,38    |          |
| Votes invalides | 1 887 258   | 2,73    | 1,76     |          |
| Votes blancs    | 390 798     | 0,56    | 0,36     |          |
| Total           | 69 222 858  | 100,00  | 64,51    |          |
|                 |             |         |          |          |
| Abstentions     | 38 087 516  |         | 35,49    |          |
| Inscrits        | 107 310 374 | 100,00  |          |          |

## Analyse
Les deux premières, soumise à la seule majorité absolue des suffrages exprimée, sont validées, tandis que les deux dernières, qui requiert les votes de la majorité absolue du total des inscrits, échouent.